# Kunimi
Kunimi (japanska: 国見町?, Kunimi-machi) är en landskommun (köping) i Fukushima prefektur i Japan.  